# Elgin (Iowa)
Elgin és una població dels Estats Units a l'estat d'Iowa. Segons el cens del 2000 tenia 676 habitants.

## Demografia
Segons el cens del 2000, Elgin tenia 676 habitants, 327 habitatges, i 182 famílies. La densitat de població era de 389,6 habitants/km².
Dels 327 habitatges en un 22,6% hi vivien nens de menys de 18 anys, en un 45,3% hi vivien parelles casades, en un 8,6% dones solteres, i en un 44,3% no eren unitats familiars. En el 37,9% dels habitatges hi vivien persones soles el 25,4% de les quals corresponia a persones de 65 anys o més que vivien soles. El nombre mitjà de persones vivint en cada habitatge era de 2,07 i el nombre mitjà de persones que vivien en cada família era de 2,7.
Per edats la població es repartia de la següent manera: un 20,7% tenia menys de 18 anys, un 7,4% entre 18 i 24, un 23,1% entre 25 i 44, un 19,7% de 45 a 60 i un 29,1% 65 anys o més.
L'edat mediana era de 44 anys. Per cada 100 dones de 18 o més anys hi havia 84,2 homes.
La renda mediana per habitatge era de 28.833 $ i la renda mediana per família de 38.571 $. Els homes tenien una renda mediana de 28.750 $ mentre que les dones 21.979 $. La renda per capita de la població era de 16.225 $. Entorn del 6,9% de les famílies i el 7,8% de la població estaven per davall del llindar de pobresa.

## Poblacions més properes
El següent diagrama mostra les poblacions més properes.